# Cot Lhe Lhe
Cot Lhe Lhe is een bestuurslaag in het regentschap Nagan Raya van de provincie Atjeh, Indonesië. Cot Lhe Lhe telt 294 inwoners (volkstelling 2010).